# Across the River and into the Trees
Across the River and Into the Trees (Brasil: Do outro lado do rio, entre as árvores / Portugal: Na Outra Margem, Entre as Árvores) é um romance do escritor norte-americano Ernest Hemingway, publicado em setembro de 1950, tendo aparecido primeiro em série na Cosmopolitan. O título é derivado das últimas palavras do General Confederado Thomas J. (Stonewall) Jackson.
Não muito antes de escrever o romance, durante uma viagem à Itália, Hemingway encontrou a jovem Adriana Ivancich por quem se apaixonou e que usou como modelo para a personagem feminina no romance. O tema central do romance é a morte, e, mais importante, como a morte é enfrentada. Um biógrafo e crítico vê um paralelo entre Na Outra Margem, Entre as Árvores, de Hemingway, e Morte em Veneza, de Thomas Mann. O romance é construído em camadas sucessivas de simbolismo, como em outras obras suas, empregando Hemingway aqui o seu distinto estilo comedido (teoria do iceberg), onde a substância se encontra abaixo da superfície da trama.
Hemingway disse sobre Na Outra Margem, Entre as Árvores que "O início do livro é lento, depois o ritmo aumenta até que se torna impossível de suportar. Elevo a emoção até um nível difícil de suportar, depois estabilizamos, de modo a que não tenhamos de facultar tendas de oxigénio aos leitores."
Hemingway escreveu o livro em Itália, Cuba e França, tendo sido o primeiro dos seus romances a ter comentários e e notas de imprensa desfavoráveis. No entanto foi um campeão de vendas na América, passando 7 semanas no topo da lista do The New York Times em 1950. Foi, na verdade, o único romance de Hemingway no topo desta lista. Desde a sua publicação que os críticos o consideram uma componente importante do universo ficcional de Hemingway.

## Síntese
Na Outra Margem, Entre as Árvores começa no tempo presente com a história do último dia da vida do coronel Richard Cantwell. Ele está a caçar patos em Trieste, Itália, e os seus pensamentos, apresentados numa prolongada retrospectiva, recaem sobre uma jovem veneziana, Renata, e sobre as suas experiências durante a II Guerra Mundial. 
No segundo capítulo, Hemingway faz Cantwell regressar ao passado com um monólogo interior de fluxo de consciência, apresentando uma extensa retrospectiva que continua por 38 capítulos. Nos seis capítulos finais Cantwell é apresentada novamente na história base definida no tempo-presente.
Cantwell, que está a morrer de doença cardíaca, passa uma tarde de domingo numa espera aos patos em Trieste. Em retrospectiva, ele pensa no fim de semana recente em Veneza com a jovem Renata e, viajando no tempo, medita sobre as suas experiências durante a guerra. O livro termina com Cantwell a sofrer uma série de ataques fatais do coração quando deixa o esconderijo de caça.

## Enquadramento e publicação
Ernest Hemingway encontrou o seu amigo A. E. Hotchner em 1948 quando este, recentemente desmobilizado da Força Aérea, se empregou na revista Cosmopolitan como "agente à comissão". O nome de Hemingway estava na lista de autores que Hotchner devia contactar, de modo que foi a Cuba, pediu-lhe uma reunião (Hemingway levou-o a um bar) e um pequeno artigo. Hemingway não escreveu um artigo, mas apresentou-lhe o seu próximo romance Na Outra Margem, Entre as Árvores que a Cosmopolitan publicou em cinco edições. O protagonista deste livro foi baseado em Charles T. Lanham, um amigo de Hemingway.
De 1949 a 1950 Hemingway trabalhou no livro em quatro lugares diferentes: começou a escrever durante o inverno de 1949 em Itália em Cortina d'Ampezzo; continuou após o seu retorno a casa em Cuba; terminou o rascunho em Paris; e completou as revisões em Veneza no inverno de 1950.
No Outono de 1948, Hemingway chegou a Itália e visitou Fossalta onde em 1918 havia sido ferido. Um mês mais tarde, enquanto caçava patos com um aristocrata italiano, conheceu Adriana Ivancich que tinha 18 anos. Com a sua então esposa, Mary Welsh Hemingway, foi depois esquiar para Cortina: ela quebrou o tornozelo e, entediado, Hemingway começou o rascunho do livro. O próprio Hemingway ficou doente com uma infecção ocular e foi hospitalizado. Na primavera seguinte, foi para Veneza onde almoçou com Adriana algumas vezes. Em maio, retornou a Cuba e trocou prolongadamente correspondência com esta enquanto trabalhava no manuscrito. No outono, Hemingway regressou à Europa e no Ritz em Paris terminou o rascunho. Uma vez acabado, ele e Mary voltaram a Cortina para esquiar: e pela segunda vez ela partiu o tornozelo e ele contraiu uma infecção ocular. Em fevereiro de 1950, o primeiro número foi publicado na Cosmopolitan e, em março, os Hemingway regressaram a Paris e depois foram para casa, em Cuba, onde ele leu as provas finais antes da publicação em setembro.
A Cosmopolitan publicou Na Outra Margem, Entre as Árvores de Fevereiro a Junho de 1950. Adriana Ivancich desenhou a sobrecapa da primeira edição, embora o seu trabalho tivesse sofrido alterações pelo departamento de publicidade do editor. O romance foi publicado pela Scribner's em 7 de Setembro de 1950 com uma primeira impressão de 75.000 exemplares, tendo a campanha de publicidade sublinhado que se tratava do primeiro romance de Hemingway após a publicação em 1940 de Por Quem os Sinos Dobram sobre a Guerra Civil espanhola. 

## Estilo e género literários
Hemingway começou com a escrita de histórias curtas, e como explica Baker, aprendeu a "obter o máximo a partir do mínimo, a forma de burilar a linguagem, como multiplicar as intensidades e como dizer apenas a verdade de uma forma que permite dizer mais do que a verdade". O estilo é conhecido como a teoria do iceberg, porque na escrita de Hemingway os factos de peso flutuam sobre a água; a estrutura de suporte, repleta de simbolismo, funciona fora da vista. O conceito da teoria do iceberg é às vezes referido como a "teoria da omissão". Hemingway acreditava que o escritor pode descrever uma coisa, ainda que uma coisa inteiramente diferente ocorra abaixo da superfície. Baker apelida Na Outra Margem, Entre as Árvores de "romance lírico-poético" em que cada cena tem uma verdade subjacente apresentada através de simbolismo. Segundo Meyers, um exemplo de omissão é que Renata, como outras heroínas de ficção de Hemingway, sofre um grande "choque" — o assassinato de seu pai e a subsequente perda de sua casa — a que Hemingway alude apenas brevemente. A narrativa subjacente de Hemingway força o leitor a resolver conexões. Como Stoltzfus observa: "Hemingway leva o leitor até à ponte que este ou esta tem de atravessar sozinho sem a ajuda do narrador."
Na Outra Margem, Entre as Árvores é construído de modo que o tempo parece comprimido e diferenciado entre presente e passado – como diz um crítico, "a memória e o espaço-tempo se aglutinam."  Para levar Cantwell a uma extensa retrospectiva, Hemingway usa a palavra "menino" como uma ponte entre o tempo presente e tempo passado. O diálogo continua no tempo presente, apesar das mudanças de tempo, e a palavra "agora" é repetida para "reforçar a ilusão", de acordo com Stoltzfus.

## Temas
Cantwell, um oficial militar sénior apaixonado pela adolescente Renata, (cujo nome significa "renascida"), é apresentado como uma personagem antipática; um crítico escreve que a sua "vida amorosa é descrita em termos de um ataque de infantaria em terreno difícil".  Ele está a morrer de doença cardíaca e o seu relacionamento com Renata pode ser interpretado como um meio de buscar a juventude ou a imortalidade. O biógrafo de Hemingway Jeffrey Meyers julga que Renata representa a cidade de Veneza, "ligando" Cantwell (e Hemingway) à Itália, e na sua caracterização Hemingway romantiza o que pode ter sido uma relação pai-filha e diz que Hemingway provavelmente usou o relacionamento fictício de Cantwell com Renata como um substituto para o seu próprio relacionamento com Adriana, que parecia quase idêntica à descrição de Renata.
O seu biógrafo Carlos Baker diz que Hemingway captou o tema das "três idades do homem", e ao escrever o livro finalmente expressou as suas próprias experiências traumáticas de guerra quando jovem.  Baker vê um paralelo temático entre Morte em Veneza de Thomas Mann e Na Outra Margem, Entre as Árvores, observável numa série de semelhanças e de diferenças. Morte em Veneza situa-se no verão no Lido de Veneza; Hemingway coloca Cantwell em Veneza no inverno. O protagonista de Mann é um escritor; o de Hemingway é um soldado. Ambos enfrentam a morte e neste confronto procuram consolo numa personagem muito mais jovem. Cantwell relembra o passado enquanto Renata (uma condessa de 18 anos com quem Cantwell passa os últimos dias da sua vida) vive no presente. Cantwell diz que "cada dia é uma nova e boa ilusão" na qual se pode encontrar um fundo de verdade. Cantwell é um personagem em oposição: um soldado duro e contudo um amigo e amante afectuoso. Os dois Cantwells por vezes sobrepõem-se e outras esvaziam-se um ao outro. Hemingway adicionou ainda outra camada na caracterização: O Cantwell de 50 anos no dia da sua morte está "num intenso estado de consciência" do seu ser mais novo de 1918 ao ponto de se fundirem – ainda que retendo as diferenças forjadas pelo tempo.
Charles Oliver escreve que o romance mostra um tema central de Hemingway o de "manter o controle sobre a sua vida, mesmo diante de terríveis perspectivas." Cantwell sabe que está a morrer e enfrenta a morte "com a dignidade que ele pensa que manteve ao longo da sua vida militar." Oliver acha que os dois personagens masculinos, Cantwell e Alvarito, têm um entendimento não declarado – ambos amam Renata, mas Cantwell aceita e é feliz em saber que Renata quase certamente se casará com Alvarito. Horas antes de morrer ele diz para si mesmo: "Tu disseste adeus à tua garota, e ela disse adeus a ti. É tão simples quanto isto". O tema da morte é central na obra de Hemingway e os seus personagens habitualmente alcançam a redenção no momento da morte, que pode ser visto como uma forma de existencialismo. Jean-Paul Sartre acreditava que para enfrentar bem a morte é forçoso viver uma existência elevada.
Jackson Benson escreve que a forma como um escritor transforma eventos biográficos em arte é mais importante do que procurar conexões entre a vida de Hemingway e a sua ficção. Ele acredita que os eventos autobiográficos podem ter uma "relação muito ténue" com a ficção, semelhante ao sonho do qual emerge uma cena dramática. A ficção posterior de Hemingway, escreve Benson, "é como um sonho acordado de um adolescente no qual ele age por paixão e consumação, como em Na Outra Margem." Meyers concorda que existe paralelismo entre Hemingway e o coronel Cantwell, mas encontra mais semelhanças com o amigo de Hemingway de há muitas décadas Eric "Chink" Dorman-Smith, cuja carreira militar foi atingida o que causou a sua despromoção. Benson acredita que Hemingway usava detalhes autobiográficos para trabalhar como dispositivos de enquadramento para escrever sobre a vida em geral — não apenas sobre a sua vida. Por exemplo, Benson postula que Hemingway usou as suas experiências mas expandiu-as com cenários de "e se?": "e se tivesse sido ferido de tal forma que não conseguisse dormir à noite? E se eu tivesse sido ferido e ficado como louco, o que aconteceria se eu fora enviado de volta para a frente?" Por exemplo, Hemingway descreve as experiências na segunda guerra mundial na Batalha da Floresta de Hürtgen sucintamente como a "Batalha de Passchendaele com três explosões".

## Recepção
John O'Hara escreveu em The New York Times: "O mais importante escritor da actualidade, o autor mais saliente desde a morte de Shakespeare, trouxe-nos um novo romance. O título do romance é Na Outra Margem, Entre as Árvores. O escritor, claro, é Ernest Hemingway, o mais importante, o que se destaca de milhões de escritores que viveram desde 1616." Tennessee Williams, também no The New York Times, escreveu: "Não poderia agora ir a Veneza sem ouvir as cadências assombradas do novo romance de Hemingway. É o livro mais triste do mundo sobre a cidade mais triste, e quando eu digo que acho que é o trabalho melhor e mais honesto de Hemingway, podem pensar que estou louco. Irá provavelmente ser um livro popular. Os críticos podem tratá-lo muito duramente. Mas as suas cadências assustadoramente cansadas são o discurso direto do coração de um homem que está falando assim directamente pela primeira vez, e que o torna, para mim, o melhor que Hemingway já fez." 
Os comentários de T. Williams e O'Hara contaram-se nos poucos positivos da época dado que apareceram opiniões negativas em mais de 150 publicações. Os críticos alegaram que o romance era muito emocional, que tinha uma prosa inferior e um enredo "estático", e que Cantwell era um "avatar" do personagem Nick Adams de Hemingway. O romance também foi criticado por ser uma autobiografia desajustada e por apresentar Cantwell como um militar áspero.

Claro que podem dizer que nada acontece no Na Outra Margem, pois tudo o que acontece é a defesa do baixo Piave, o avanço na Normandia, a tomada de Paris... além de um homem que ama uma rapariga e morre.

—Ernest Hemingway sobre a recepção crítica a Na Outra Margem, Entre as Árvores
De acordo com Baker, Hemingway ficou "profundamente magoado pelas opiniões negativas" sobre este romance. Além disso, Baker explica que Hemingway tinha conhecimento de que as pessoas próximas dele concordaram com a maioria dos críticos. Por exemplo, a sua esposa Mary, que não gostava de Na Outra Margem, Entre as Árvores, disse: "Eu mantive-me calada. Ninguém me nomeou editor do meu marido"
De uma forma geral, o romance é considerado melhor do que as críticas que recebeu após a publicação. Baker compara-o a Conto de Inverno ou A Tempestade de Shakespeare: não é uma das maiores obras, mas uma com um tom "elegíaco". Segundo Meyers, o romance mostra um novo "modo confessional" no trabalho de Hemingway, e que "teria sido saudado como impressionante se tivesse sido escrito por alguém que não Hemingway". Stoltzfus concorda e refere que a estrutura de Hemingway é mais compreensível para o leitor moderno — exposto ao Nouveau roman — do que para os leitores de meados do século XX.